# 8181 Rossini
8181 Rossini (1992 ST26) là một tiểu hành tinh vành đai chính được phát hiện ngày 28 tháng 9 năm 1992 bởi Lyudmila Zhuravlyova ở Nauchnyj. Nó được đặt theo tên Italian composer Gioachino Rossini.